# Xiyuan Shuiku
Xiyuan Shuiku är en reservoar i Kina. Den ligger i provinsen Fujian, i den sydöstra delen av landet, omkring 290 kilometer väster om provinshuvudstaden Fuzhou. Xiyuan Shuiku ligger 404 meter över havet. Arean är 0,33 kvadratkilometer. I omgivningarna runt Xiyuan Shuiku växer i huvudsak blandskog. Den sträcker sig 0,8 kilometer i nord-sydlig riktning, och 1,2 kilometer i öst-västlig riktning.
Genomsnittlig årsnederbörd är 2 010 millimeter. Den regnigaste månaden är maj, med i genomsnitt 363 mm nederbörd, och den torraste är oktober, med 23 mm nederbörd.